# Sferă cerească

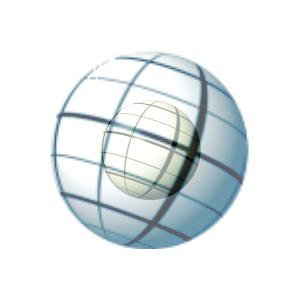
Sfera cerească

Sfera cerească este o sferă imaginară care înconjoară observatorul și este utilizată pentru reperarea obiectelor cerești observabile. Se mai numește și „boltă cerească”, „cupola cerului” sau „firmament”.
Definirea sferei cerești pleacă de la observația că poziția aparentă a unui corp ceresc, pentru un observator, este dată doar de unghiurile dintre dreapta de la el spre corpul respectiv și dreptele spre diverse puncte de reper. Distanța până la corpul ceresc nu afectează poziția aparentă pe boltă a acestuia, pentru om distanța nefiind perceptibilă direct.
Sfera cerească este o sferă de rază nedefinită ("foarte mare"), având centrul în punctul în care se găsește observatorul. Semidreapta de la observator spre un obiect ceresc intersectează sfera cerească într-un punct care constituie "poziția aparentă" a corpului ceresc (pe sfera cerească). Poziția aparentă a unui obiect este descrisă cu ajutorul unui sistem de coordonate sferice construit pe sfera cerească.
Pentru un obiect ceresc a cărui distanță față de Pământ este mult mai mare decât diametrul Pământului, ca de exemplu stele, galaxii și, într-o primă aproximație, pentru Soare și planete, diferențele dintre unghiurile observate de diferiți observatori de pe Pământ spre corpul respectiv sunt neglijabil de mici. Aceste obiecte apar în aceeași poziții, relative unele la altele, pe sfera cerească a oricărui observator de pe Pământ. În aceste condiții se poate postula o singură sferă cerească, iar Pământul poate fi considerat punctiform și aflat în centrul sferei cerești. De la un observator la altul diferă doar direcția verticală a observatorului.
Pentru obiectele cerești mai apropiate trebuie precizat față de ce observator este indicată poziția pe sfera cerească, sau dacă cumva este considerată față de un observator ipotetic din centrul Pământului.
Sfera trebuie gândită întreagă, chiar dacă punctele situate sub orizontul observatorului nu sunt vizibile simultan cu cele de deasupra lui.

## Puncte de referință sfera cerească
Punctul situat exact deasupra observatorului (intersecția verticalei locului cu sfera cerească) se numește zenit. Punctul de pe sferă diametral opus zenitului, situat exact sub observator, se numește nadir. Planul ce trece prin observator și este perpendicular pe verticala observatorului intersectează sfera cerească după un cerc mare; acesta se numește orizontul observatorului.
Dreapta ce trece prin observator paralelă la axa Pământului se numește "axa lumii". Axa lumii intersectează sfera cerească în două puncte numite "poli cerești": polul nord ceresc și polul sud ceresc. Cercul mare definit ca intersecția dintre planul paralel cu ecuatorul terestru și sfera cerească se numește "ecuator ceresc". 
Cu excepția cazului unui observator aflat la unul din polii Pământului, există exact un cerc mare ce trece prin polii cerești, prin zenit și prin nadir. Acest cerc este "cercul meridian" al observatorului. Semicercul delimitat de poli și conținând zenitul este numit "meridianul superior", iar semicercul delimitat de polii cerești și conținând nadirul este numit "meridianul inferior".
Punctele de intersecție ale cercului meridian cu orizontul se numesc "punctul nord" și "punctul sud". Punctele situate pe cercul orizontului pe direcție perpendiculară pe direcția nord-sud se numesc "punctul est" și "punctul vest".
Planul ce trece prin observator și este paralel cu planul orbitei Pământului taie sfera cerească după un cerc mare numit "ecliptică". Ecliptica taie ecuatorul ceresc în două puncte diametral opuse, numite "puncte echinoxiale": "punctul vernal" și "punctul autumnal".
În descrierea poziției sau mișcării aparente a unui corp pe sfera cerească se utilizează două categorii de sisteme de referință:
- sistemul de referință al unui observator terestru, definit de verticala observatorului și de axa lumii;
- sistemul definit de ecuator și de ecliptică.

## Coordonate pe sfera cerească
Reperarea punctelor pe sfera cerească se realizează cu ajutorul unuia dintre mai multe sisteme de coordonate definite de astronomi. Coordonatele astronomice sunt coordonate sferice, analoage coordonatelor geografice (longitudinea și latitudinea) utilizate pentru reperarea punctelor de pe Pământ. După planul de bază utilizat de sistemul de coordonate, există:
- coordonate orizontale, relative la un observator terestru și având la bază planul orizontului observatorului;
- coordonate orare, relative la un observator terestru și având la bază planul ecuatorului;
- coordonate ecuatoriale, raportate la sfera cerească și având la bază planul ecuatorului;
- coordonate ecliptice, raportate la sfera cerească și având la bază planul eclipticii.

În Univers însă nu există coordonate absolute, asta deoarece nu există un punct de reper absolut, întotdeauna univoc și fix, de la care să putem calcula.

## Mișcarea aparentă a corpurilor cerești
Stelele sunt (aproximativ) fixe față de sfera cerească (raportate la ecuator și ecliptică). Ca urmare, poziția unei stele descrisă în coordonate ecuatoriale (ascensie dreaptă și declinație) sau în coordonate ecliptice rămâne fixă în timp.
Față de un observator terestru, orice stea îndepărtată se deplasează pe un cerc paralel cu ecuatorul ceresc. O rotire completă se petrece în exact o zi siderală. Momentul în care steaua traversează meridianul superior se numește "culminația superioară" sau "trecerea la meridian" a stelei. Momentul traversării meridianului inferior se numește "culminația inferioară".
Soarele se deplasează, față de sfera cerească, de-a lungul eclipticii, efectuând o tură completă în timp de un an. Echinocțiile sunt definite ca momentele în care Soarele traversează ecuatorul ceresc. Față de un observator terestru, Soarele descrie o traiectorie complicată, semănând cu două elici de sens contrar, lipite cap la cap.

## Constelații situate pe  Ecuatorul Ceresc
Ecuatorul ceresc trece prin următoarele constelații:
| - Pisces - Cetus - Taurus - Eridanus - Orion | - Monoceros - Canis Minor - Hydra - Sextans - Leo | - Virgo - Serpens - Ophiuchus - Aquila - Aquarius |